# Públio Alfeno Varo
Públio Alfeno Varo (em latim: Publius Alfenus Varus) foi um político da gente Alfena da República Romana nomeado cônsul sufecto em 39 a.C. com Caio Coceio Balbo.

## Carreira
Varo foi pupilo de Sérvio Sulpício Rufo e é o único discípulo dele do qual existem ainda extratos de seu "Digesto". Desconhece-se tudo mais sobre ele, com exceção uma história preservada nos escólios de Heleno Acrão nas "Sátiras" de Horácio. Conta-se ali que ele era provavelmente de Cremona, onde exerceu a profissão de cabeleireiro ou sapateiro. Chegou a Roma para estudar com Sérvio e chegou a alcançar o consulado, conseguindo, na morte, a homenagem de um funeral público.
Tito Pompônio Ático lembra também que Varo alcançou o consulado, mas isto não é prova de que o resto da história do escoliasta seja verdade. O Públio Alfeno Varo, cônsul em 2, dificilmente seria o aluno de Sérvio e, conjectura-se, pode ter sido seu filho.

## Obra
Há 54 fragmentos no "Pandectas" do "Digesto" de Alfeno, mas é possível que Alfeno tenha atuado apenas como editor de uma obra de Sérvio. Se depreende dos fragmentos que ele estava familiarizado com o grego. Estes fragmentos mostram que escrevia em um estilo puro e diáfano. Uma passagem mostra que ele conhecia também os filósofos. Segundo Aulo Gélio, Alfeno interessava-se pela Antiguidade e cita uma passagem do livro XXXIV de seu "Compêndio" na qual Alfeno menciona os termos de um tratado entre romanos e cartagineses. Alfeno foi frequentemente citado por juristas posteriores.